# Cocky
Cocky è il sesto album in studio di Kid Rock, pubblicato nel 2001.

## Il disco
Presenta tipiche sonorità di Kid Rock, mescolando elementi di hard rock, blues, country e rap, continuando le esperienze degli album precedenti. Il disco contiene anche un duetto con la cantante country Sheryl Crow, intitolato Picture, che è stato anche pubblicato come singolo, e una collaborazione con il rapper Snoop Dogg, dal titolo WCSR.
Kid Rock dedicò l'album a Joe C., membro della sua band e suo grandissimo amico, scomparso a causa di problemi di salute un anno prima.

## Tracce
1. Trucker Anthem - 4:39
2. Forever - 3:44
3. Lay It On Me - 4:53
4. Cocky - 3:58
5. What I Learned Out On The Road - 4:59
6. I'm Wrong, But You Ain't Right - 4:54
7. Lonley Road Of Faith - 5:25
8. You Never Met a Motherfucker Q - 4:51
9. Picture (con Sheryl Crow) - 4:57
10. I'm a Dog - 3:36
11. Midnight Train To Memphis - 4:44
12. Baby Come Home - 3:05
13. Drunk In The Morning - 5:32
14. WCSR (con Snoop Dogg) - 4:44

## Accoglienza
Cocky ricevette critiche miste, ricevendo 57 punti su 100 sul sito di recensioni Metacritic.
Stephen Thomas Erlewine, autore di Allmusic, diede all'album quattro stelle su cinque, considerandolo "capace di produrre sonorità rock prive di pretese e tipicamente di periferia, cosa che non si faceva da almeno vent'anni."
Rob Brunner, autore di Entertainment Weekly, diede B all'album, elogiando "l'idea di Kid Rock di proporre sonorità hip hop in veste redneck",  e dicendo che "se i risultati musicali non sono sempre paragonabili alle intenzioni, sono comunque degni di essere artisticamente considerati." Barry Walters, autore di Rolling Stone, diede a Cocky tre stelle su cinque, considerando l'album "una piacevole e ben riuscita commistione di riferimenti a Run DMC, AC/DC e Lynyrd Skynyrd."

## Crediti
- Kid Rock – voce, chitarra solista, chitarra ritmica, chitarra acustica, chitarra slide, Dobro, banjo, chitarra steel, sintetizzatore, turntables, armonica, organo, pianoforte, basso, drum machine
- Snoop Dogg – voce ("WCSR")
- Jimmie Bones – pianoforte, organo, armonica, tastiera, voce
- Sheryl Crow – basso, voce, chitarra a dodici corde
- Stefanie Eulinberg – batteria, percussioni, voce
- Shirley Hayden – voce
- Jason Krause – chitarra solista, chitarra ritmica
- Misty Love – voce
- Matt O'Brien – basso
- Kenny Olson – basso, chitarra solista, chitarra ritmica
- Paradime – voce ("Forever")
- Uncle Kracker – voce, turntables
- David Spade – smart-ass ("Midnight Train to Memphis")
- Jeff Grand - Free Bird solo